# Equalizador

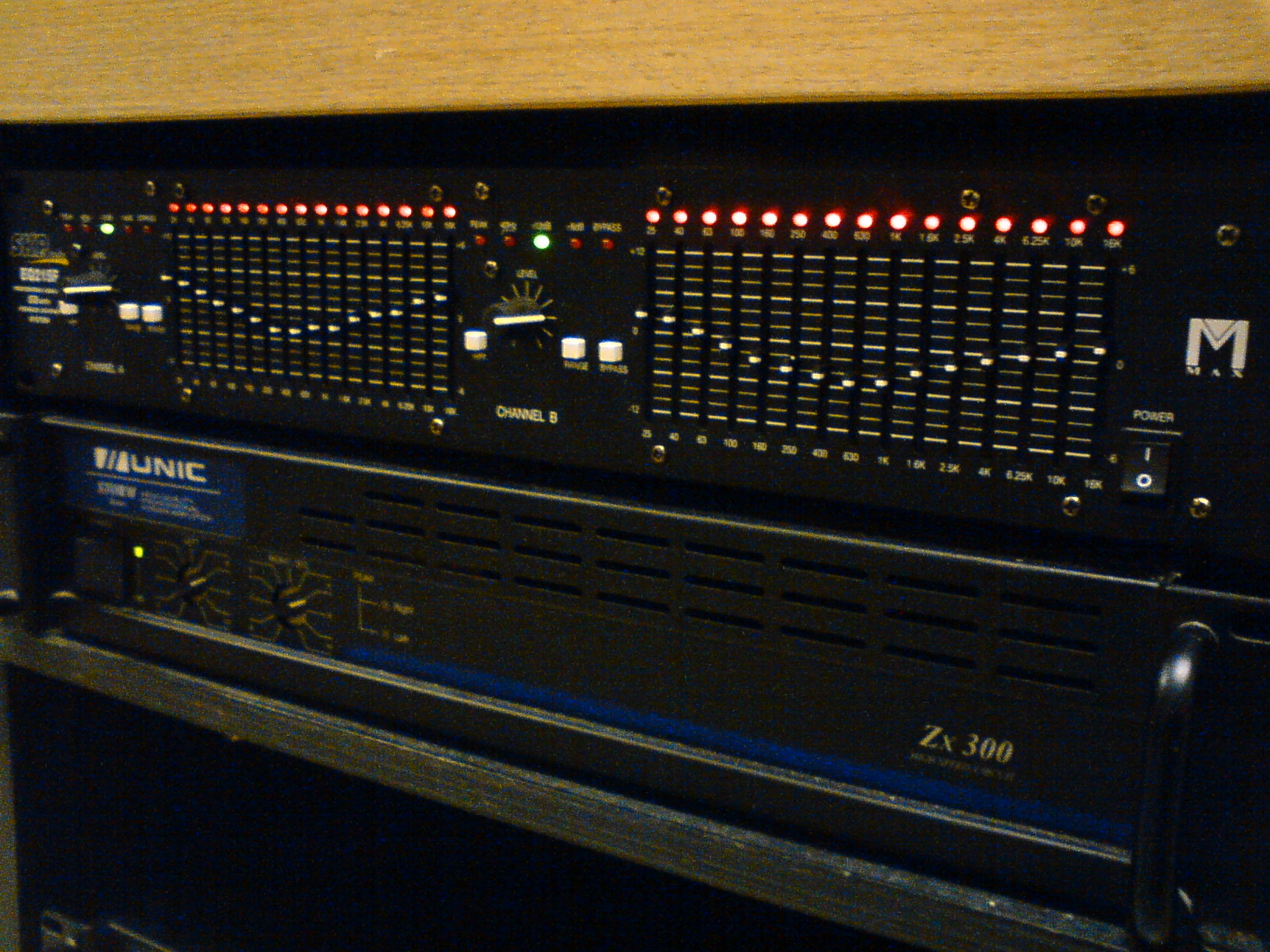
Equalizador gráfico estéreo. O equipamento contém uma série de controles verticais chamado bandas, nos quais podem ser usados para manipular o volume de um certo campo de frequências. Nesta imagem, o equalizador contém 15 bandas analógicas e está configurado num formato de sorriso, resultando em um som menos concentrado na frequências médias.

Equalização (geralmente referido como EQ) em gravação e reprodução de áudio, é o procedimento de ajustar o volume de bandas de frequência em um sinal digital de som. O equipamento encarregado desta função é chamado de um Equalizador.
Alguns tipos de equalizadores incluem: paramétricos e gráficos onde ambos oferecem grande flexibilidade no controle e correção do sinal. Equipamentos capazes de reproduzir áudio em alta fidelidade por grande parte contam com alguns filtros simples para ajustes pequenos no graves e agudos, em contraste com as gravadoras e rádios, que usam equalizadores sofisticados para ajustar resposta de microfones, tanto como deixar vozes ou instrumentos mais ou menos prominentes na mixagem, melhorar a caractéristica tonal de um som, como remoção/limpeza de frequências indesejadas.
Um equalizador analógico por outro lado, possui diversas faixas de equalização, isto é, controles de volume do sinal para as diversas frequências que o aparelho comportar. Apesar deste equipamento que não possuir a mesma elasticidade proporcionada pelo equalizador gráfico, alguns técnicos de mixagem preferem as unidades em circuito por dar mais autenticidade ao som.

## Utilização
No estúdio de gravação deve ser colocado em um ponto em que possa ser gravado pois em um ponto que serve só como monitoração pode "enganar" o técnico de som. A grande utilidade do equalizador é que a mesa de som é deficiente em agudos (não atinge o nível ideal de agudos) e o microfone e os instrumentos musicais exigem mais para chegar ao padrão universal de agudos. O equalizador deve ser aplicado na gravação e não em pós-edição. Para gravar deve ser ajustado o mais próximo possível do ideal, para se tentar evitar de ter-se que equalizar em pós-edição por preguiça de regravar. Em pós-edição o equalizador tira peso (potência dos agudos) mas na gravação mantém o peso. Muitos erram e gravam plano e depois equalizam. O som pode até ficar na equalização ideal, mas sem peso. Quanto mais alteração pós-edição mais qualidade se perde.
Em aparelhos de som comuns, é utilizado para equalizar o som de acordo com a preferência do ouvinte no momento da execução. Neste caso, geralmente apresenta algumas predefinições para cada estilo musical como rock, pop, hall, música clássica, etc.

## Frequências
Num equalizador de 10 Bandas temos por canal:
- Faixa de 16kHz: Super-Agudos (sons de pratos de baterias com mais suavidade e clareza, alguns ouvidos humanos não alcançam essa frequência).
- Faixa de 8 kHz:  Agudos (sons de pratos de baterias com mais estridência).
- Faixa de 4 kHz:  Médios-agudos (voz humana com tom mais agudo).
- Faixa de 2 kHz:  Médios-altos (vozes humanas soam com estridência).
- Faixa de 1 kHz:  Médios (a voz humana natural se encontra nessa faixa).
- Faixa de 500Hz: Médios-baixos (não há batidas graves da música nessa faixa e a voz humana é com tom grave nessa faixa).
- Faixa de 250Hz: Médio-graves baixos (não há som de vozes humanas nessa faixa).
- Faixa de 125Hz: Graves Altos (graves com mais ataque nessa faixa).
- Faixa de 64Hz:  Graves (graves mais retumbantes e encorpados nessa faixa).
- Faixa de 32Hz:  Sub-Graves (graves extensos, prolongados e macios nessa faixa)

## Factor Q

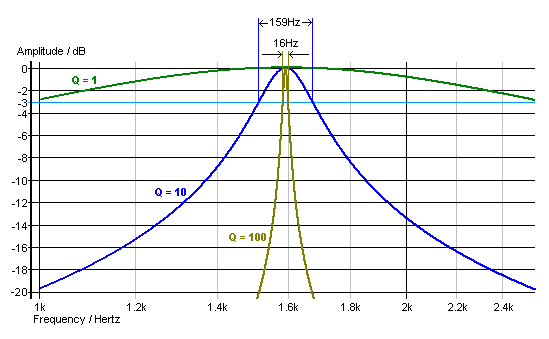
Resposta em frequência do factor Q

A equalização ocorre como um aumento ou diminuição da amplitude de um sinal em uma dada frequência. No entanto, as frequências vizinhas também são aumentadas ou diminuídas em menor intensidade para que não haja uma transição brusca entre o sinal não equalizado e a frequência alterada. A largura da distribuição nas frequências vizinhas é chamado de factor Q, ou factor de qualidade. Amplificadores que possuam tal controle permitem que se regule se a alteração será agressiva (Q alto, pouca distribuição nas frequências vizinhas, criando um pico ou vale acentuado na resposta em frequência) ou se será suave (Q baixo, alta distribuição nas frequências vizinhas, cria um pico ou vale diluído na resposta em frequência).